# Bumim

Seção dedicada a Bumim no monumento de Ongui

Bumin foi o fundador do Grão-Canato Goturco. Ele era o filho mais velho de  Ashina Tuwu (吐 務 / 吐 务).